# Hyalina perla
Hyalina perla is een slakkensoort uit de familie van de Marginellidae. De wetenschappelijke naam van de soort is voor het eerst geldig gepubliceerd in 1876 door Marrat.